# Jason Livingston
Jason Livingston (Croydon, 17 marzo 1971) è un ex velocista britannico.
In carriera è stato campione europeo indoor dei 60 metri piani a Genova 1992.

## Palmarès
| Anno | Manifestazione    | Sede     | Evento      | Risultato | Prestazione | Note |
| ---- | ----------------- | -------- | ----------- | --------- | ----------- | ---- |
| 1989 | Europei juniores  | Varaždin | 100 m piani | Bronzo    | 10"57       |      |
| 1990 | Europei indoor    | Glasgow  | 60 m piani  | 6º        | 6"75        |      |
| 1990 | Mondiali juniores | Plovdiv  | 100 m piani | Argento   | 10"25       |      |
| 1991 | Mondiali          | Tokyo    | 100 m piani | Batteria  | 10"57       |      |
| 1992 | Europei indoor    | Genova   | 60 m piani  | Oro       | 6"53        |      |
| 1997 | Mondiali indoor   | Parigi   | 60 m piani  | Batteria  | 6"70        |      |
| 1999 | Mondiali indoor   | Maebashi | 60 m piani  | 7º        | 6"63        |      |